# Верчели (провинция)
Верчели (на италиански: Provincia di Vercelli) е провинция в Италия, в региона Пиемонт.
Площта ѝ е 2088 км², а населението – около 178 000 души (2007). Провинцията включва 82 общини, административен център е град Верчели.

## Административно деление
Провинцията се състои от 82 общини:
- Верчели
- Азиляно Верчелезе
- Аланя Валсезия
- Албано Верчелезе
- Аличе Кастело
- Алто Серменца
- Арборио
- Балмуча
- Балоко
- Бианце
- Борго Верчели
- Борго д'Але
- Боргосезия
- Бочолето
- Буронцо
- Валдуджа
- Варало
- Виларбойт
- Вилата
- Вока
- Гатинара
- Гизларенго
- Греджо
- Гуардабозоне
- Дезана
- Казанова Елво
- Кампертоньо
- Карезана
- Карезанаблот
- Каризио
- Каркофоро
- Колобиано
- Костанцана
- Краваляна
- Крешентино
- Крова
- Куарона
- Куинто Верчелезе
- Лампоро
- Лента
- Ливорно Ферарис
- Линяна
- Лоцоло
- Молия
- Монкривело
- Мота де' Конти
- Олденико
- Олчененго
- Палацоло Верчелезе
- Пертенго
- Пецана
- Пила
- Пиоде
- Постуа
- Прароло
- Раса
- Риве
- Римела
- Роазио
- Ровазенда
- Ронсеко
- Роса
- Саласко
- Сали Верчелезе
- Салуджа
- Сан Джакомо Верчелезе
- Сан Джермано Верчелезе
- Сантия
- Серавале Сезия
- Скопа
- Скопело
- Стропиана
- Тричеро
- Трино
- Тронцано Верчелезе
- Фобело
- Фонтането По
- Формиляна
- Челио кон Брея
- Червато
- Чивиаско
- Чиляно